# باتینگا

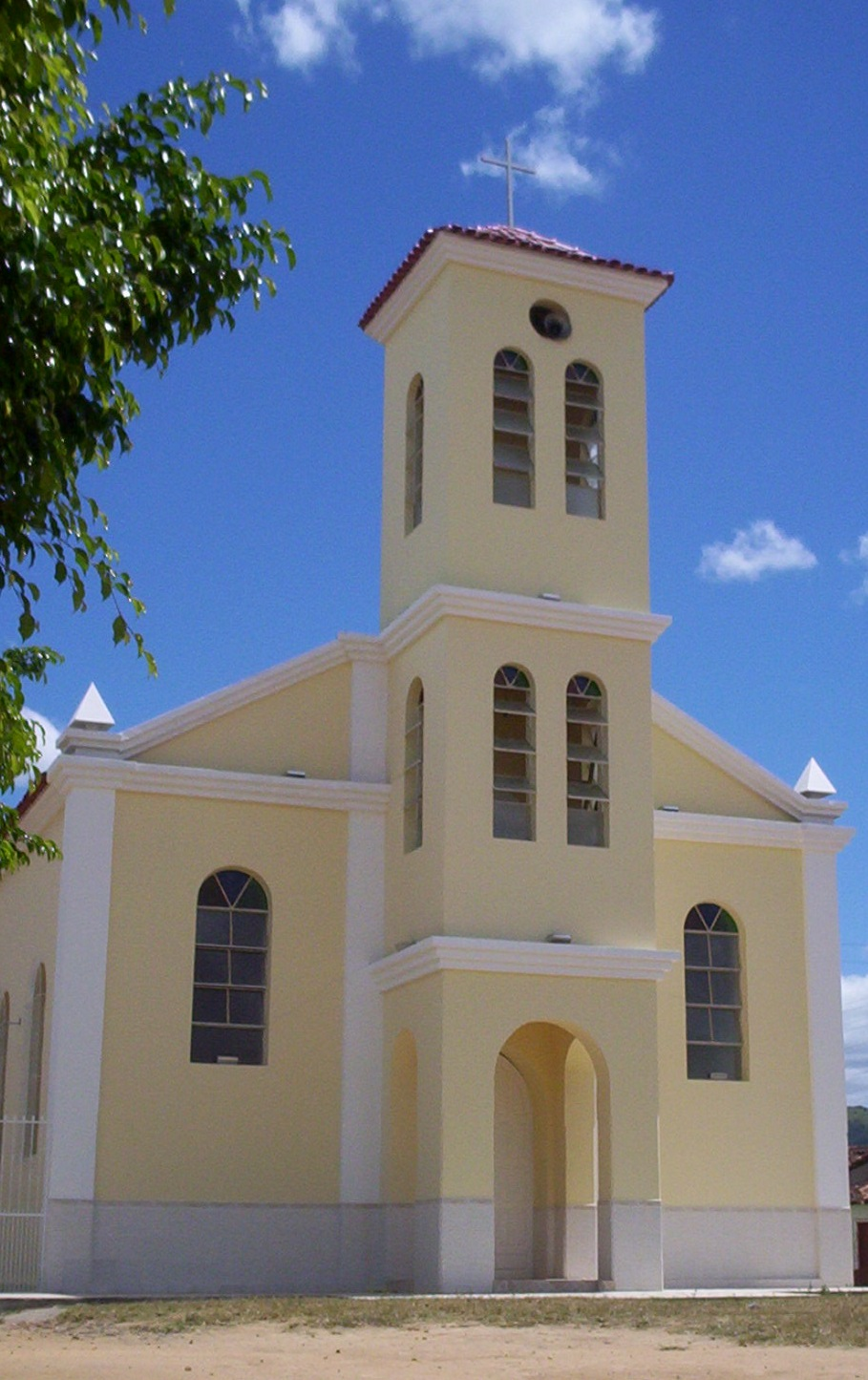
باتینگا شهری در شهرستان کومبیسیری در استان بازگا در بورکینافاسوی

باتینگا شهری در شهرستان کومبیسیری در استان بازگا در بورکینافاسوی مرکزی است و جمعیت آن ۴۱۸ نفر است.